# Hippodamia glacialis
Espèce
Hippodamia glacialis (anglais : glacial ladybug) est une espèce d'insectes coléoptères de la famille des coccinellidés, qui se rencontre en Amérique du Nord. Il peut atteindre de 6 jusqu'à 8 mm de long.

## Description
Sa livrée varie du jaune vif au vermillon, à huit taches noires de taille variable, notamment les deux points frontaux. Certains spécimens peuvent présentent deux taches latérales fusionnées. Son pronotum est noir et maculé de 2 taches blanches arquées, le limbe est marginé de blanc, sauf sur la portion postérieure. Ses antennes sont petites, ses yeux gris bleuté. Ses fémurs sont noirâtres, ses pattes brunâtres.

## Répartition
En Amérique du Nord et sans égard aux sous-espèces, elle se rencontre de la Californie à la Caroline du Nord, de l'Alberta jusqu'au sud de l'Ontario.

## Sous-espèces
On lui connait trois sous-espèces en Amérique du Nord :
1. Hippodamia glacialis glacialis : du Colorado à la Caroline du Nord, de la Saskatchewan jusqu'au sud de l'Ontario ;
2. Hippodamia glacialis lecontei : du sud de la Californie et Nouveau-Mexique jusqu'en Alberta et Saskatchewan ;
3. Hippodamia glacialis extensa.

## Note

### Référence orthographique
1. ↑  Accent circonflexe sur le i non obligatoire depuis la réforme de 1990